# عراف المياه (فلم)
عراف المياه (بالإنجليزية: The Water Diviner) هو فيلم درامي عام 2014، من بطولة وإخراج راسل كرو، وسيناريو أندرو أناستاسيوس وأندرو نايت، مقتبس من كتاب يحمل نفس الاسم من تأليف أندرو أناستاسيوس والدكتور ميغان ويلسون أناستاسيوس، تم عرض الفيلم لأول مرة في سيدني، أستراليا، في 2 ديسمبر 2014.

## طاقم التمثيل
- راسل كرو في دور جوشوا كونور [2]
- أولغا كوريلنكو بدور آيش [3]
- ديلان جورجيادس في دور أورهان
- يلماز أردوغان بدور الرائد حسن
- جم يلماز بدور الرقيب جمال
- جاي كورتني في دور الكولونيل سيريل هيوز [4]
- ريان كور في دور آرثر كونور
- جاكلين ماكينزي بدور إليزا كونور
- إيزابيل لوكاس في دور ناتاليا
- ميرت فرات ضابطًا عسكريًا
- دانيال ويلي بدور الكابتن تشارلز برينديلي
- دامون هاريمان بدور الأب ماكنتاير
- ميغان جيل بدور فاطمة
- دينيس آكدينس كإمام
- ستيف باستوني في دور عمر
- جيمس فريزر في دور إدوارد كونور
- بن اوتول في دور هنري كونور
- روبرت ماموني في دور العقيد ديميرجليس
- تشارلي آلان في دور الجندي في قاعة المحطة.

## روابط خارجية
مقالات تستعمل روابط فنية بلا صلة مع ويكي بيانات